# Sóc thảo nguyên
Marmota bobak là một loài động vật có vú trong họ Sóc, bộ Gặm nhấm. Loài này được Müller mô tả năm 1776.

## Hình ảnh

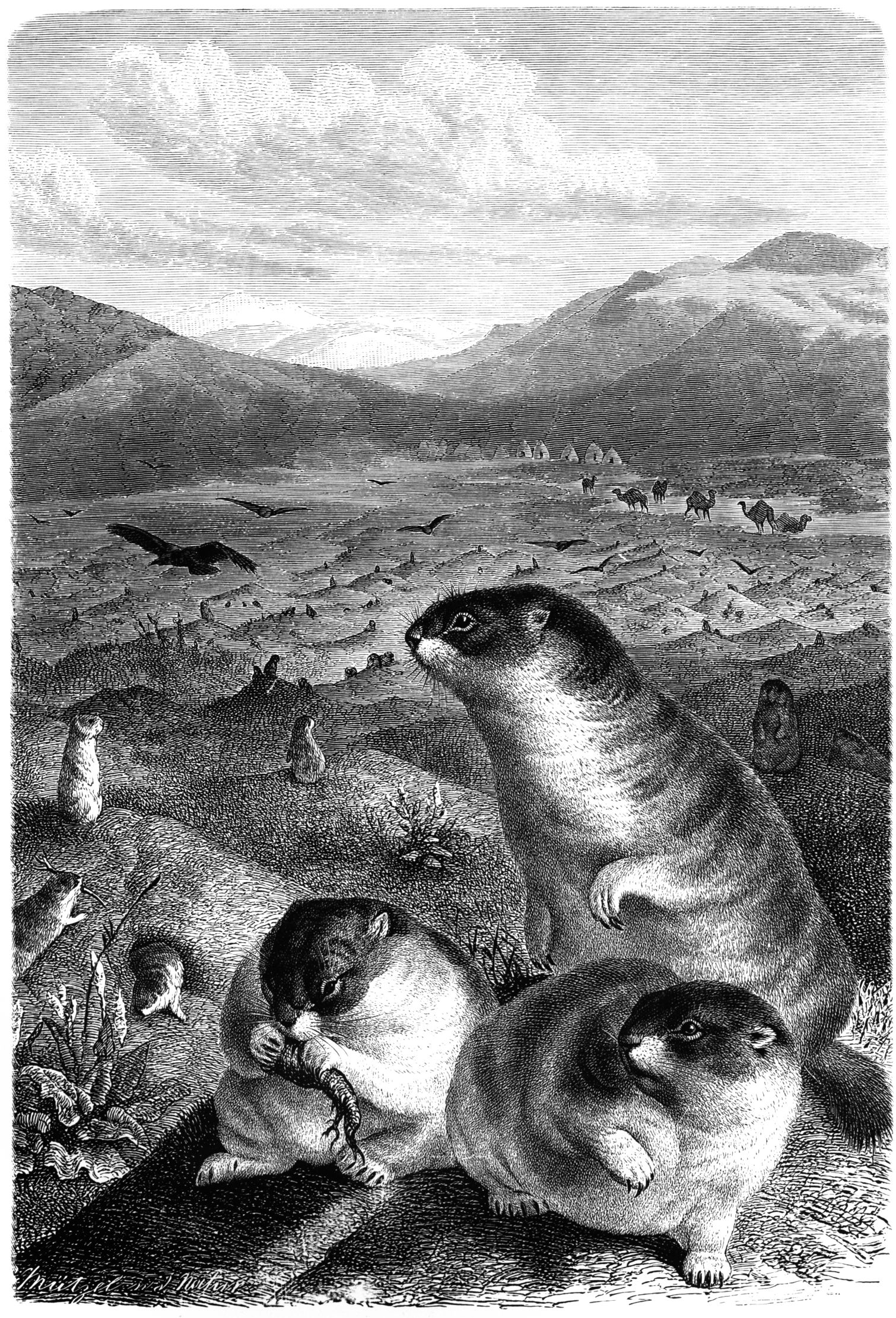
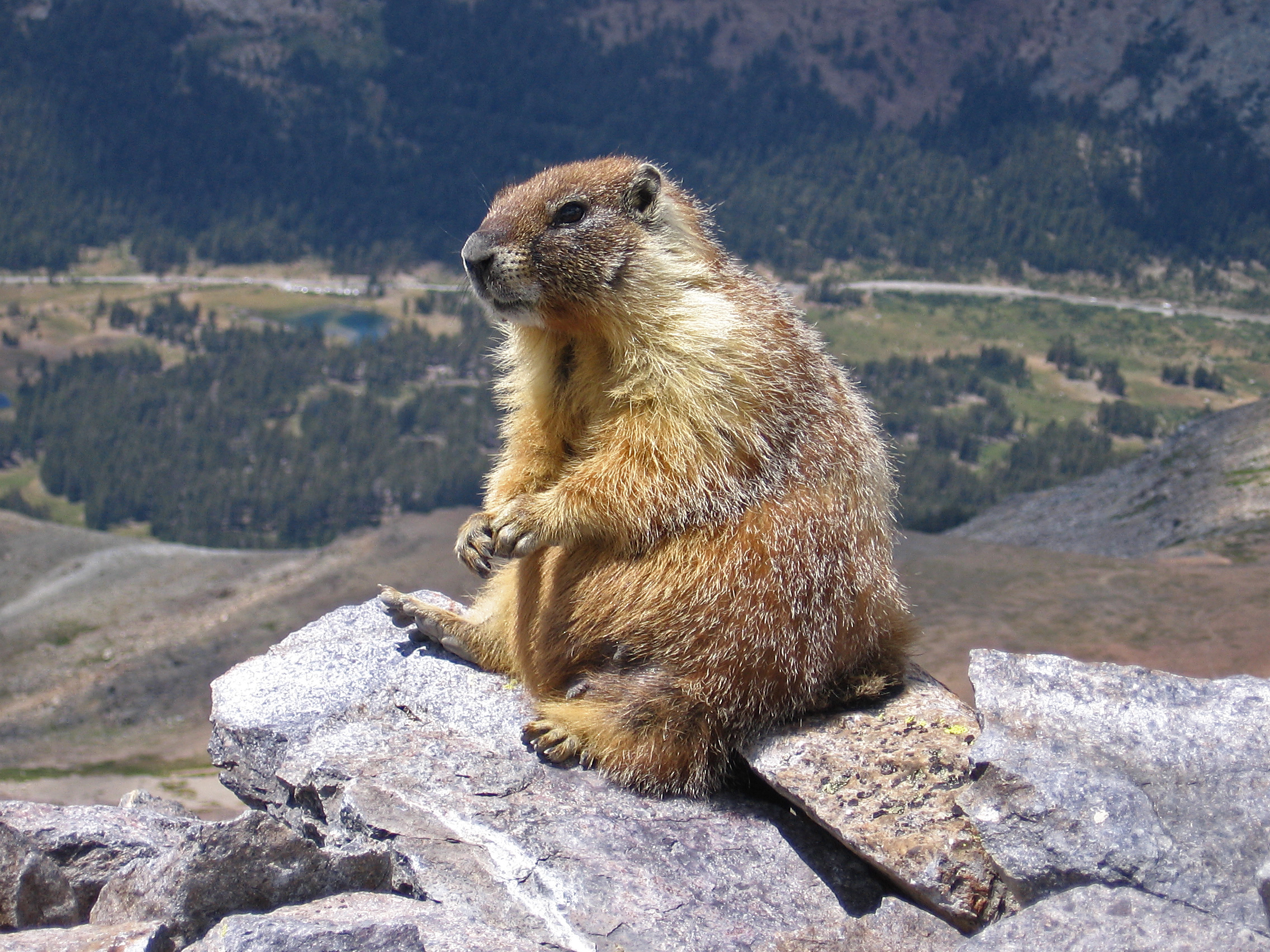
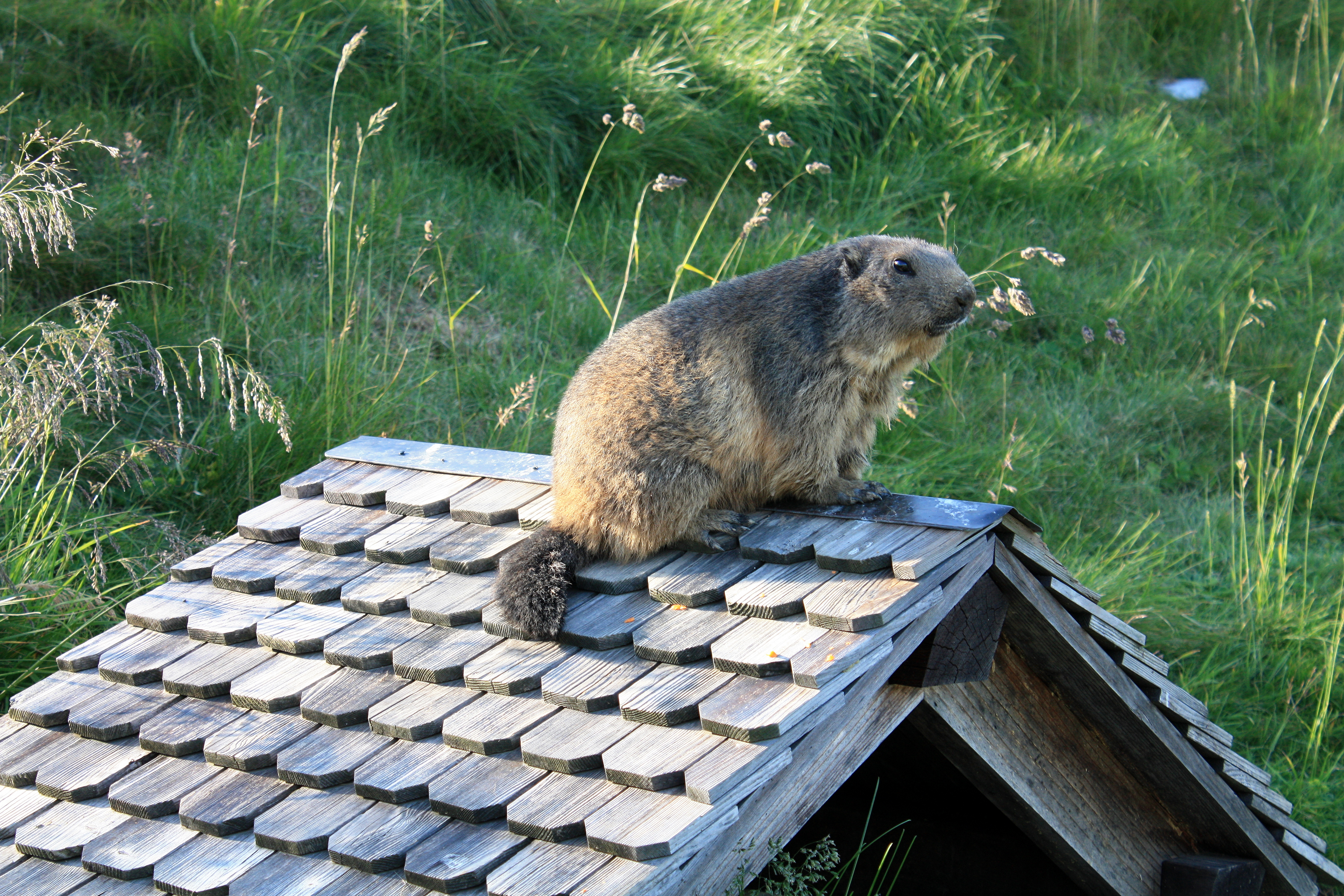
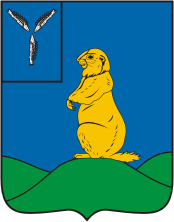